# 세계정부
세계정부(世界政府, 영어: world government, global government)는 모든 인류에게 공통되는 정치적 통치의 개념으로, 정치 체제와 무관하게 세계 전역을 단일 국가로서 지배하는 중앙 정부이다. 이러한 정부는 폭력적이고 강제적인 정치를 펼치거나, 평화롭고 자발적인 초국가적 연합을 만드는 등의 다양한 양상으로 나타날 수 있다. 지금까지는 전세계의 행정, 입법, 사법, 헌법, 군사 등을 아우르는 권력을 가진 주체가 존재하지 않았다. 그나마 유사한 기관으로 UN이 있다. 하지만 UN은 주로 권력 행사보다는 자문의 역할에 국한되고, 기존 국가 정부 간의 협력을 강화하는데 조력하는 역할을 담당하는 것을 목적으로 운영되는 기구이다.
세계정부에 대하여는 올더스 헉슬리의 책인 멋진 신세계에서 구현된 '세계국'과 H.G 웰스의 책인 앞으로 일어날 일의 모양(en:The Shape of Things to Come)에서 표현된 '공기의 독재'와 같은 수많은 허구적인 묘사들이 존재한다.

## 역사

### 기원
세계 정부의 사상과 열망은 역사가 시작되었을 때부터 있었다. 청동기 시대의 이집트 왕들은 "All That the Sun Concircles (태양 아래 모든 것)", 메소포타미아 왕들은 "All that the Sun circles(태양 아래 모든 것)"을 다스리는 것을, 고대 중국과 일본의 황제들은 "All that the sun circles to sunset (태양이 뜨고 지는 사이 모든 것)", "All under Heaven(하늘 아래 모든 것)"을 다스리는 것을 목표로 했다. 이 네 문명은 위대한 통일 (중국어로 "Da Yitong")이라는 인상적인 문화를 발전시켰다. 기원전 113년에는 중국의 한나라가 대통합을 위한 제단을 세우기도 했다.
폴리비우스는 지중해 국가들에게 하나의 정부를 강요했던 로마의 업적은 놀라운 업적이었다며, 미래 역사학자들의 주요 과제는 이 것이 어떻게 이루어졌는지 설명하는 것이 될 것이라고 말했다.

### 단테
세계 정부에 대한 생각은 팍스 로마나 시대의 몰락 이후 약 1천년 이상 오래 지속되었다. 14세기, 단테 알리기에리는 인류에게 절망적인 호소를 했다. 하지만 그날 이후 세계의 상황은 어땠는가? 팍스 로마나의 '이음새 없는 옷'이 탐욕의 발톱에 의해 처음으로 변질된 것을 확인할 수 있었고, 그것을 볼 수 조차 없었다. 오, 인간들에게 전한다! 어떠한 재앙이 당신들에게 주어졌을 때, 무거운 보물들을 바다에 던져버려야 하는가, 아니면 모두가 난파선을 견딜 수 있도록 해야하는가? 당신들이 많은 머리를 가진 짐승처럼, 다양한 목적을 위해 열심히 노력한다면 해결할 수 있을 것이다. 당신의 지성과 애정은 그 어느 쪽도 모두 병이 들어 있다. 당신은 반박 불가능한 논쟁을 펼치며 높은 이해력을 보이지도 못하고, 경험을 바탕으로 한 낮은 이해력 마저 보이지도 못한다. 성령의 목소리가 여러분의 주변에서 "보아라, 형제들이 단결하여 함께 지내는 것이 얼마나 좋은 일이고, 즐거운 일인가!" (데 모나키아, 16:1)라고 속삭일 때, 당신들은 신성한 설득의 달콤함에 빠져, 당신의 사랑을 치유하는데 소홀히 한다.

### 메르쿠리노 디 가티나라
단테의 데 모나키아를 높이 평가한 것으로 잘 알려진 이탈리아 외교관인 메르쿠리노 디 가티나라는 16세기 유럽의 합스부르크 제국의 지지자이자 세계 군주제 옹호자였다. 그는 신성 로마 황제이자 신성 로마 황제 카를 5세의 수상이었던 막시밀리안 1세의 조언자였다. 당시 그는 세계 평화를 확립할 수 있는 유일한 정치적 형태로 종종 기독교 공화국(Respublica Christiana, 기독교 민족과 국가의 국제 공동체)이라고 불리는 세계 정부를 구상했다.

### 임마누엘 칸트
1795년, 임마누엘 칸트는 "영구 평화론: 철학적 스케치"라는 수필을 썼다. 수필에서 그는 현재와 미래에 존재하는 전쟁의 위협을 영구적으로 없애고, 전 세계에 걸쳐 항구적 평화의 시대를 확립하는 데 도움을 주기 위한 세 가지 기본 요건을 설명한다. 구체적으로, 칸트는 두 단계의 평화 프로그램 모델을 묘사했다.
"예비 조항"은 즉각적 혹은 점진적인 속도로 수행해야 하는 단계들을 설명한다:
1. 전쟁의 화근이 될 수 있는 내용을 유보한 채 암묵적으로 결성된 어떠한 평화 조약도 유효할 수 없다.
2. 어떠한 독립적인 국가도 상속, 교환, 매매, 증여 등에 의해 다른 국가의 지배를 받을 수 없다.
3. 상비군은 빠른 시일 내 완전히 폐지되어야 한다.
4. 국가 간의 대외적 마찰과 관련해 국가 부채를 형성해서는 안 된다.
5. 어떠한 국가도 다른 국가의 헌법이나 정치 체제에 강제로 간섭해서는 안 된다.
6. 어떠한 국가도 전쟁 중에, 미래의 평화 시기에서 상호간의 신뢰를 불가능하게 만드는 적대적인 행위를 하는 것은 허용되지 않는다. 암살자 및 독살자 고용, 항복 조약 파기, 반역 선동 등이 이에 해당한다.

세 가지의 "확정 조항"은 단순히 적대행위를 중단하는 것이 아니라 평화를 구축할 수 있는 기반을 제공한다:
1. 모든 국가의 시민 정치 체제는 공화정이다.
2. 국제법은 자유 국가들의 연방 체제에 바탕을 두어야 한다.
3. 세계 시민법은 보편적 우호 조건들에 국한되어야 한다.

### 요한 고틀립 피흐테
1806년, 나폴레옹이 프로이센을 압도했던 제나 전투의 해에, 요한 고틀립 피흐테는 현 시대가 매우 깊고 지배적인 역사적 경향을 보이고 있다는 것을 인식하고 묘사했다.
모든 경작국들은 일반적으로 그들의 영향력을 확장하려는 경향이 있다. 이는 고대사의 여러 사건들로부터 확인해볼 수 있다. 미국이 점차 막강해지면서, 미국은 교황의 문화보다 만국 군주제를 지향하고 있다는 사실이 기독교 세계에 널리 퍼지게 된다. 이러한 경향은 만국 군주제적 지배를 가장할 수 있는 몇몇 주에서 연속적으로 나타났다. 더불어 교황청의 몰락 이후, 이 사건은 우리 역사에서 '유일한 애니메이션의 원리'가 되었다. 명확하든 불분명하든 이러한 경향은 근대 많은 주의 사업의 바탕에 있다. 물론 어떤 개별 시대도 이러한 목적을 고려하지는 않았지만, 모든 각각의 시대들을 통해, 보이지 않게 그들을 앞으로 나아가게 하는 정신이다.

### 조지프 스미스
19세기 초, 성인의 예수 그리스도 교회 신학에 따르면, 조셉 스미스는 예수 그리스도 후기 성도 교회에서 종말기에 신민주주의만이 하나님의 나라 (시온)을 인도하고 지도할 것이라고 가르쳤다. 1844년 3월 11일, 스미스는 50인 협의회를 조직했는데, 그들은 교회 사제단의 지시를 받아 친구 협의회와 함께 일하게 된다. 이 세 단체들은 밀레니엄 직전에 세계 정부로서 통치를 할 것으로 기대되었다.

### 율리시스 S. 그랜트
율리시스 S. 그랜트 미국 대통령은 1873년 다음과 같이 주장했다: "증기와 전신의 수단으로 교통, 교육, 수송, 교육 그리고 빠른 발전의 정신적이고 물질적인 관계가 우리에게 큰 변화를 가져올 것이다. 나는 세계의 위대한 설립자가 이것을 발전시켜 하나의 국가를 만들고, 더 이상 군대와 해군이 필요하지 않게 될 것이라고 확신한다."
더불어, 그는 "앞으로 언젠가는 지구촌 국가들이 국제적 난제를 인지하고, 대법원이 우리에게 판단을 내리는 것처럼, 구속력이 있는 결정을 할 수 있는 일종의 의회 제도에 합의할 것으로 믿는다"고 덧붙였다.

### 캉유웨이
1885년, 캉유웨이는 그의 저서인 '단일 세계 철학'을 출판했는데, 이때 그의 시각을 태고적 과거의 배경에서 시작하여 그의 시대에서 드러났던 정치적 팽창의 근거까지 기초했다. 그는 다음과 같이 결론을 지었다:
마침내, 현재와 같은 세계의 힘이 형성되었다. 이 과정은 모두 수천 년 동안 약 1만 개의 국가 사이에서 일어났다. 분산됨에서 인간 공동체 간의 결합으로의 발전하는 것, 분리되는 것에서 개방되는 단계로 나아가는 절차는 모두 천국의 길이자 인간의 자발적인 과업이다.
그는 장기적으로 볼 때 '제국의 법'에 대항할 수 있는 것은 없다고 믿었다. 캉유웨이는 미국과 독일의 마지막 대결을 세계 통일의 정점이라고 예상하고 있다. "언젠가는 미국이 아메리카 대륙을 점령하고, 독일은 유럽 전역을 차지할 것이다. 이것은 세계가 단일 세계로 형성될 수 있도록 촉진한다."

### 국제 평화 회의
1843년부터는 2년마다 유럽에서 국제 평화 회의가 열렸으나, 1853년 이후 유럽(크림 전쟁)과 북미(미국 남북전쟁)에서 다시 전쟁이 일어나면서 추진력을 상실했다.

### 국제 기구
국제 기구는 1863년 국제 적십자 위원회, 1865년 국제 전기 통신 연합, 1874년 만국 우편 연합 등을 필두로 19세기 후반에 형성되기 시작했다. 20세기 초, 국제 무역과 국제 교류의 증가는 국제 기구들의 형성을 가속화했고, 1914년 제1차 세계 대전 이전까지 약 450개의 국제 기구들이 존재했다. 수 많은 국제 기구들이 존재함에 따라 국제법 제정 계획에 대한 지지 역시 확대되었다. 1873년에는 벨기에의 법학자 구스타브 롤린-재퀴민스에 의해 국제법연구소가 설립되었으며, 1866년에는 스위스의 요한 블룬칠리에 의해 구체적인 법률 초안이 만들어졌다. 1883년에는 제임스 로리머가 국제 법률 연구소를 창설하여 세계 정부가 세계적인 법치를 수립할 수 있는 방안을 탐구하였다. 국제 의회 연맹이라고 불리는 최초의 세계 의회는 1886년에 크레머와 패시에 의해 조직되었는데, 여러 국가들의 국회의원으로 구성되었다. 1904년, 국제 연합은 공식적으로 국제적인 문제를 논의하기 위해 정기적으로 만나는 국제 회의를 제안했다.

### H. G. 웰스
H. G. 웰스는 세계 국가 창조의 열망적인 지지자였으며, 이러한 국가가 세계 평화와 정의를 보장할 것이라고 주장했다.
Anticipations (1900)에 따르면, H.G. 웰스는 "시카고와 대서양 사이의 거대한 도시 지역"이 영어권 국가들을 통합시킬 것이고, 이렇게 탄생한 통합 국가인 "세상을 지배하는 신공화국"이 2000년까지 "세계의 최종 평화를 보장하는 수단"이 될 것이라고 예상했다. 이것은 전쟁의 종말과 동시에 상대 국가에 대한 적대감을 질식시킬 사회의 새로운 "헤라클레스"가 될 것이다.
신공화국은 이번 세기가 끝나기 전에 이미 만인에게 의식적으로 각인될 것이고, 자유롭게 모든 인류를 통제하고 있을 것이다. 신공화국의 원칙과 의견은 반드시 더 큰 미래가 아직 시작 단계에 불과하다는 것을 바탕으로 결정해야 한다. 궁극적으로 신공화국은 "세계국가"가 되어야 한다.

### 국제 연맹
국제 연맹(LoN)은 1919년부터 1920년 사이에 체결된 베르사유 조약의 결과로 설립된 정부 간 기구이다. 1934년 9월 28일부터 1935년 2월 23일까지 58명의 회원들을 보유했던 가장 큰 규모의 기구였다. 이 연맹의 설립 목표는 백인이 아닌 인종, 여성, 군인의 권리를 증진하는 것, 군축, 집단 안보를 통한 전쟁 방지, 협상, 외교를 통한 국가 간 분쟁 해결 등을 통한 세계 시민의 삶의 질 향상이었다. 연맹 설립의 기저에 있는 외교 철학은 과거 100년으로부터의 근본적인 사상의 변화를 상징했다. 동맹은 자체적인 무력이 부족했고, 특정 결의와 경제적인 제재를 시행하고자 무력이 필요할 때면 강대국에 의존했다. 하지만, 강대국들은 이들을 위해 군사력을 낭비하는 것을 원하지 않는 것으로 드러났다. 세계 평화를 유지하기 위해 필요했던 많은 핵심 요소들이 부족했기 때문에, 연맹은 결국 제2차 세계 대전의 발발을 막지 못했다. 아돌프 히틀러는 유럽을 점령할 계획을 세우고, 독일이 국제연맹에서 탈퇴하겠다고 선언했다. 나머지 추축국들 역시 히틀러의 기조를 따라갔다. 이렇게 일차적인 목표를 달성하지 못하면서 국제 연맹은 점차 무너져 갔다. 국제 연맹은 의회, 평의회, 상임이사국으로 구성되었다. 이 아래에는 수 많은 기관들이 존재했다. 의회는 모든 회원국의 대표들이 논의하는 장소였고, 각 나라는 3명의 대표자와 1개의 투표권이 허용되었다.

### 세계 공산주의
카를 마르크스의 역사적 유물론에 따르면 자본주의 시대는 지구 전체에 걸쳐 경쟁하는 지정학적 시장의 확장에 달려 있으며, 이는 세계의 모든 프롤레타리아를 원자화하고 시장 간의 경제적 불균형과 경쟁 관계를 지속화한다. 결국 이것은 전 세계의 노동자 계층이 통일되어 국가적 특색을 무의미하게 만들고, 사회주의 시대가 도래하게 될 것이다.
비록 세계 공산주의의 장기적 목표는 국적이 없는 공산주의 사회이고, 이것은 정부의 부재를 바탕으로 이루어지진다. 그러나 (특히 냉전 시기 동안의) 많은 반공주의자들은 세계 공산주의자들이 주창하고 있는 세계혁명이 단일 정부에 의한 세계 통치 체제로 이루어지지 않을 것이라고 여겨왔다. 전체주의적 특성의 사실상 세계 정부를 만들어 내는 몇몇 나라들의 연합을 보며 말이다.
세계 공산주의의 전성기는 제1차 세계 대전(1917~1923) 이후부터 1950년대까지, 중국과 소련 간의 갈등 이전 시기이다.

### 세계 연방주의 운동
1950년 제2차 세계 대전의 종식 시기와 6.25 전쟁의 발발 시점 사이는 냉전적 사고방식이 국제정치에서 지배적이었으며, 세계 연방주의 운동의 황금기였다. 1943년에는 웬들 윌키의 저서 One World가 출판되었으며 2백만 부 이상이 팔렸다. 또 다른 예로, 1945년 출간된 에머리 리브스의 책 The Anatomy of Peace (1945)는 UN을 연방 세계 정부로 대체하는 것에 대한 주장을 제시했고, 이는 마치 세계 연방주의자들의 성경 격으로 자리잡았다. 그렌빌 클라크, 노먼 커즌스, 앨런 크랜스턴, 로버트 허친스와 같은 사람들이 이끄는 미국의 풀뿌리 세계 연방주의 운동은 점점 더 큰 규모로 조직되었고, 마침내 1947년에 세계 연방주의자 협회(글로벌 해결책을 위한 시민)로 조직명을 변경하였다. 1949년에는 약 47,000명의 회원 수를 두며 운영하게 된다.
세계 연방주의를 위한 유사한 움직임은 다른 나라들에서도 확인할 수 있었는데, 1947년 스위스 몽트뢰에서 열린 세계 연방주의 운동(World Federalist Movement)의 회의가 있다. 1950년까지, 이 운동은 22개국의 56개 회원 그룹을 차지했고, 약 156,000명의 회원이 있었다.

### 공병효
공병효는 진정한 개인만이 평화의 실현이 가능하다고 보고, 교육혁명을 통한 진정한 개인은 종국적으로 국가를 폐지하고 지구정부의 설립을 가져와야 한다고 하였다.

### 세계 여권
세계 여권(World Passport)은 세계 인권 선언 제13조 제2항을 토대로, 비영리 단체인 세계 서비스 기구(World Service Authority)가 판매했던 45페이지 분량의 문서이다. 세계 여권은 약 174개국에 의해 산발적으로 받아들여진 것으로 알려져 있지만, 어떠한 출입국 관리 당국도 이 여권과 관련해 의무적으로 받아들이는 정책을 펼치고 있진 않고 있다. 2007년 1월부터 판매되고 있는 최신판의 세계 여권은 컴퓨터 입력이 가능한 영어와 숫자로 이루어진 바코드, 플라스틱 필름으로 덮인 사진이 내장된 MRD(기계 판독 가능 문서)이다. 이 여권은 영어, 프랑스어, 스페인어, 러시아어, 아랍어, 중국어 간체, 에스페란토어 총 7개 언어로 작성되었다. 세계 여권과 세계 정부 여권이라고 적힌 두 가지의 표지가 있으며, 두 표지 모두 7개 언어를 제공한다. 세계 서비스 기구가 판매했던 다른 문서로는 세계 출생 증명서, 세계 정치 망명서, 세계 결혼 증명서, 세계 신분증 등이 있다. 문서의 각 페이지에는 번호가 매겨지며, 배경에는 세계 시민 로고가 삽입되어 있다. 이 여권에는 19개의 비자 페이지가 존재하며, 가장 뒷면에는 조직 및 개인정보를 작성할 수 있는 공간이 있다.

### 냉전의 종식(1992년)
다국적 연방주의에 대한 유럽 사회의 열정은 수십 년에 걸친 점진적인 유럽 연합의 형성에 기여했지만, 냉전(1945~1992)은 보다 세계적인 규모의 연방에 대한 진보를 뎌디게 했다. 연방주의 운동은 급속도로 규모가 줄어들어 운동가들의 영향력이 매우 축소되었고, 세계 정부에 대한 담론은 대중들의 관심사에서 멀어져만 갔다.
1992년 냉전 이후, 연방 세계 정부와 세계 인권 보호에 대한 관심이 다시금 높아졌다. 1990년대 재개된 세계 연방주의 운동의 영향으로 1998년 로마 법령에 따라, 2002년 국제형사재판소가 설립됐다. 유럽에서는 1952년 독일과 프랑스 국민 간의 무역 협정으로 시작해 마스트리히트 조약이 체결되었다. 뒤이어 유럽 연합을 기반으로 하는 협정이 확대됨에 따라, 유럽 국가들이 연합을 형성하기 위한 과정을 가속화했다. 유럽 연합(EU)은 1995년부터 2013년까지 점차적으로 회원국을 늘리며, 28개 회원국의 5억 명 이상의 인구를 포함시켰다. 브렉시트의 결과로, 현재는 27개 회원국으로 구성되어 있다. 유럽 연합의 사례에 따라 아프리카 연합은 2002년에, 남미 국가 연합은 2008년에 설립되었다.

## 현재의 세계 통치 체제
2021년 기준으로, 아직까지 지구 전체를 대상으로 군사, 입법, 사법, 헌법의 영향을 미치고 있는 단일 정부 시스템의 사례는 없다.

국제 연합(UN)의 상징기

세계 보건 기구(WHO)의 상징기

세계는 지리적, 인구학적에 기반해 상호 배타적인 영토로 나뉘고, 각각의 영토에는 독립적이고 주권국이라고 불리는 정치 구조가 존재한다. 이들 사이에는 수많은 기관, 기관, 노조, 연합, 협정 및 계약이 존재한다. 하지만, 한 국가가 다른 국가에 의해 군사적으로 점령당하고 있는 경우를 제외하고는, 이 구조에 대한 유지는 각각의 국가들의 지속적인 동의에 달려 있다. 국제법을 위반하거나 시행하지 않는 국가는 국제 연합(UN)에 속하지 않더라도 협력 국가의 금수 조치 등 경제적 제한의 형태로 간접적 처벌이나 강요를 받는 경우가 많다. 이런 식으로 특정 국가의 국제 문제에 대한 협력은 자발적이지만, 비협력에 대한 대가는 외교적 보복과 같은 결과를 초래한다.
자발적인 기구들과 각종 국제 협약들은 다음과 같다:
- 국제법: 국제 조약과 세계적으로 인정하고 있는 법률 원칙들을 포함한다. 국제 형사 재판소(ICC)와 국제 사법 재판소(ICJ)(아래 참조)에서 다루는(상정된) 건을 제외한 모든 법률은 각 국의 법원에 의해 해석된다. 국제 조약과 관습법의 의무를 위반하고 이를 간과하는 사례가 발생하고 있다.

- 국제 연합(UN): 세계 단위의 국가 간 활동을 조정하는 역할을 하는 대표적인 조직이자, 회원 자격을 가진 193개의 정부들이 모인 유일한 정부 간 조직이다. 유엔 자체의 주요 기관 및 각종 인도주의적 프로그램과 위원회들 외에도 세계 보건 기구(WHO), 국제 노동 기구, 국제 전기 통신 연합, 유엔 경제 사회 이사회(ECOSOC) 등 산하에 20여 개의 기구가 있다. 이 조직의 정치적 관심사로는 세계은행, 국제 통화 기금(IMF), 세계 무역 기구(WTO) 등이 있다.[9] 국제연합(UN)은 보통 특정 국가 간의 분쟁 및 전쟁 이후 평화와 안정을 구축하고 유지하기 위해 UN 평화 유지군을 배치한다. 보다 적극적인 국제 군사 행동이 시행된다면 임시 연합으로 이라크의 다국적군과 같은 군사 단체나 북대서양 조약 기구 (NATO)와 같은 지역적 군사 동맹이 활용된다.

- 국제 형사 경찰 기구(인터폴): 국가별 경찰 기관 간의 조정과 협력을 위한 국제 기구이다. 또한 국제 체포 영장에 가장 가까운 영향력을 발휘하고 있는 '인터폴 적색 통지'를 포함한 국제 인터폴 통지 시스템을 운영하고 있다.[10]

- 국제 형사 재판소(ICC): 근대의 국제법 발전으로, ICC(International Criminal Court)는 가장 중대한 국제 범죄(전쟁 범죄, 대량 학살, 기타 반인륜 범죄 등)가 처벌받지 않도록 하기 위해 설립된 최초의 영구 국제형사재판소이다. 국제 형사 재판소와 관할권을 인정하는 로마법은 139개 국가 정부에 의해 서명되었으며, 그 중 100개가 2005년 10월까지 비준되었다.

- 세계은행/국제 통화 기금(IMF): 1944년 7월, 뉴햄프셔주 브레튼 우즈의 마운틴 워싱턴 호텔에서 결성한 이 기구는 미국이 세계 통화의 활성화를 촉진하고 어려움에 처한 국가들을 재정적으로 지원함으로써, 이들 국가들이 가난에 맞서는데 도움이 되도록 결성되었다. 그러나 이 기관들은 강대국들의 독점적 패권이라는 단순한 목적으로 설립되었다는 비판을 받아왔는데, 국제통화기금(IMF)에서 유일하게 거부권을 행사하고 있는 미국이 대표적인 예시이다.

- 세계 무역 기구(WTO): 국제 무역의 규범을 제안하는 기구이다. 반입법 기구(총회로 결정)와 사법 기구(분쟁 해결 기구)를 두고 있다. 영향력 있는 또 다른 경제적 기구는 경제 협력 개발 기구(OECD)가 있으며, 30개의 회원국이 가입되어 있다.

- G7: 캐나다, 프랑스, 독일, 이탈리아, 일본, 영국, 그리고 미국으로 구성된 선진국들의 집합체이다. G7 정상들은 매년 회담을 개최하여 빈곤, 테러, 전염병, 기후 변화 등 글로벌 현안에 적합한 정책을 위해 협의한다.

- G20: 유럽 연합을 포함한 20개의 개발도상국과 기성 국가들로 구성된 협의회이다.

앞서 언급한 공식적 혹은 반공식적 국제 기구와 사법 기구 외에도, 수 많은 기구들은 국경을 초월하여 국제적인 활동을 규제하는 역할을 한다. 특히 상품, 서비스, 통화의 국제 무역(글로벌 시장)은 세계 모든 사람들의 삶에 막대한 영향을 미치며, 더욱이 국가 간의 상호 의존성에 따른다. 초국가적, 다국적 기업과 같이 정부보다 더 많은 자본을 가진 일부 기업들은 전세계 단위 및 규모의 사람들의 활동을 통제하기도 한다. 국경을 초월하는 디지털 통신과 대중 매체(인터넷, 위성TV 등) 그리고 유통의 급격한 활성화는 정보와 주장 그리고 의견이 급속도록 확산되는 효과를 낳았으며, 대부분의 공식 기구와 조직들은 법률의 통제 밖에 위치해 있다.

## 같이 보기
- 다문화주의
- 다문화주의와 이슬람(영어판)
  - 런더니스탄(영어판)
- 다문화주의의 비판(영어판)
- 다민족주의(multi-ethnicism)
- 다인종주의(영어판)
- 단문화주의
- 사회주의
  - 공산주의
- 생태주의
- 세계시민주의(사해동포주의)
- 아나키즘
- 음모론
  - 신세계질서 (음모론)(NWO)
  - 그림자 정부 (음모론)
- 인본주의
- 지구주의